# Masako Mori (Sängerin)
Masako Mori (jap. 森 昌子; * 13. Oktober 1958 als Masako Morita in Utsunomiya) ist eine japanische Enka-Sängerin und Schauspielerin.

## Biographie
Zusammen mit ihren Mitschülerinnen Momoe Yamaguchi und Junko Sakurado gründete sie von 1973 das Trio 花の中三トリオ (in etwa Trio aus Blumen), das bis 1977 bestand. Durch die Sendung Producing the Stars (Star Tanjō) wurden die Musikerinnen als The Trio of Third-Year Junior High School Students (Hana no Chu 3 Trio) bekannt.
Mori veröffentlichte im Alter von 13 Jahren 1972 das Lied Sensei (Lehrer) und wurde mit zahlreichen Musikpreisen ausgezeichnet. In den Oricon-Charts erreichte das Lied den dritten Platz. Es folgten weitere Hits wie Dōkyūsei (Klassenkameraden), Chugaku Sannensei (3. Klasse der Junior Highschool), Okaasan (Mutter) und Ettou Tsubame (Die Winterschwalbe).
Bei den 25. Japan Record Awards wurde sie mit dem Lied Ettou Tsubame als beste Sängerin ausgezeichnet. 1986 heiratete sie Shinichi Mori und beendete vorerst ihre Karriere als Sängerin. 2006 kehrte sie mit dem Lied Iro no Mirai (Rosige Zukunft) auf die Bühne zurück. Dieser platzierte sich in den Oricon-Charts an die 14. Position.
Neben ihrer Tätigkeit als Sängerin wirkte Mori auch als Schauspielerin in japanischen Filmen und Fernsehdramen mit. Mori ist unter Uta Gassen in 15 Produktionen aufgetreten.
Im März 2019 gibt Mori ihren Rücktritt aus dem Showbusiness bekannt.

## Privatleben
Mori war mit Shinichi Mori verheiratet und hat mit ihm drei Söhne, wovon zwei im Musikbusiness tätig sind. Als Rocksänger stehen Takahiro Moriuchi bei One Ok Rock und Hiroki Moriuchi bei My First Story auf der Bühne.

## Diskographie
| Veröffentlichung | Titel                                                       | Verkäufe | Platzierung |
| ---------------- | ----------------------------------------------------------- | -------- | ----------- |
| 1. Juli 1972     | せんせい (Lehrer)                                           | 541.000  | 3           |
| 5. Okt. 1972     | 同級生 (Klassenkamerad)                                     | 367.000  | 4           |
| 5. Feb. 1973     | 中学三年生 (Schüler der Mittelstufe)                        | 329.000  | 3           |
| 5. Mai 1973      | 夕顔の雨 (Abendregen)                                       | 202.000  | 7           |
| 25. Aug. 1973    | 白樺日記 (Shirakaba-Tagebuch)                               | 166.000  | 11          |
| 30. Okt. 1973    | 記念樹 (Gedenkbaum)                                         | 136.000  | 13          |
| 20. Apr. 1974    | 下町の青い空 (Blauer Himmel der Innenstadt)                 | 119.000  | 15          |
| 1. Juli 1974     | 今日も笑顔でこんにちは (Hallo mit einem Lächeln heute)      | 129.000  | 12          |
| 1. Sep. 1974     | おかあさん (Mutter)                                         | 104.000  | 21          |
| 1. März 1975     | 春のめざめ (Frühlingserwachen)                              | 101.000  | 20          |
| 1. Juni 1975     | 面影の君 (Dein Gesicht)                                     | 137.000  | 15          |
| 1. Sep. 1975     | あなたを待って三年三月 (Drei Jahre auf Dich warten)         | 149.000  | 15          |
| 1. Dez. 1975     | あの人の船行っちゃった (Ich bin auf dieses Schiff gegangen) | 101.000  | 22          |
| 1. März 1976     | 夕笛の丘 (Abendhügel)                                       | 99.000   | 18          |
| 25. Juli 1977    | なみだの桟橋 (Pier der Tränen)                              | 97.000   | 28          |
| 21. Okt. 1979    | ためいき橋 (Seufzerbrücke)                                  | 82.000   | 28          |
| 10. Juli 1981    | 哀しみ本線日本海 (Traurigkeit auf dem japanischen Meer)     | 143.000  | 36          |
| 21. Aug. 1983    | 越冬つばめ (Überwintern)                                    | 111.000  | 27          |
| 7. Juni 2006     | バラ色の未来 (Rosige Zukunft)                               | 22.000   | 14          |

## Weitere Links
- Masako Mori bei IMDb